# テルニャシュカ

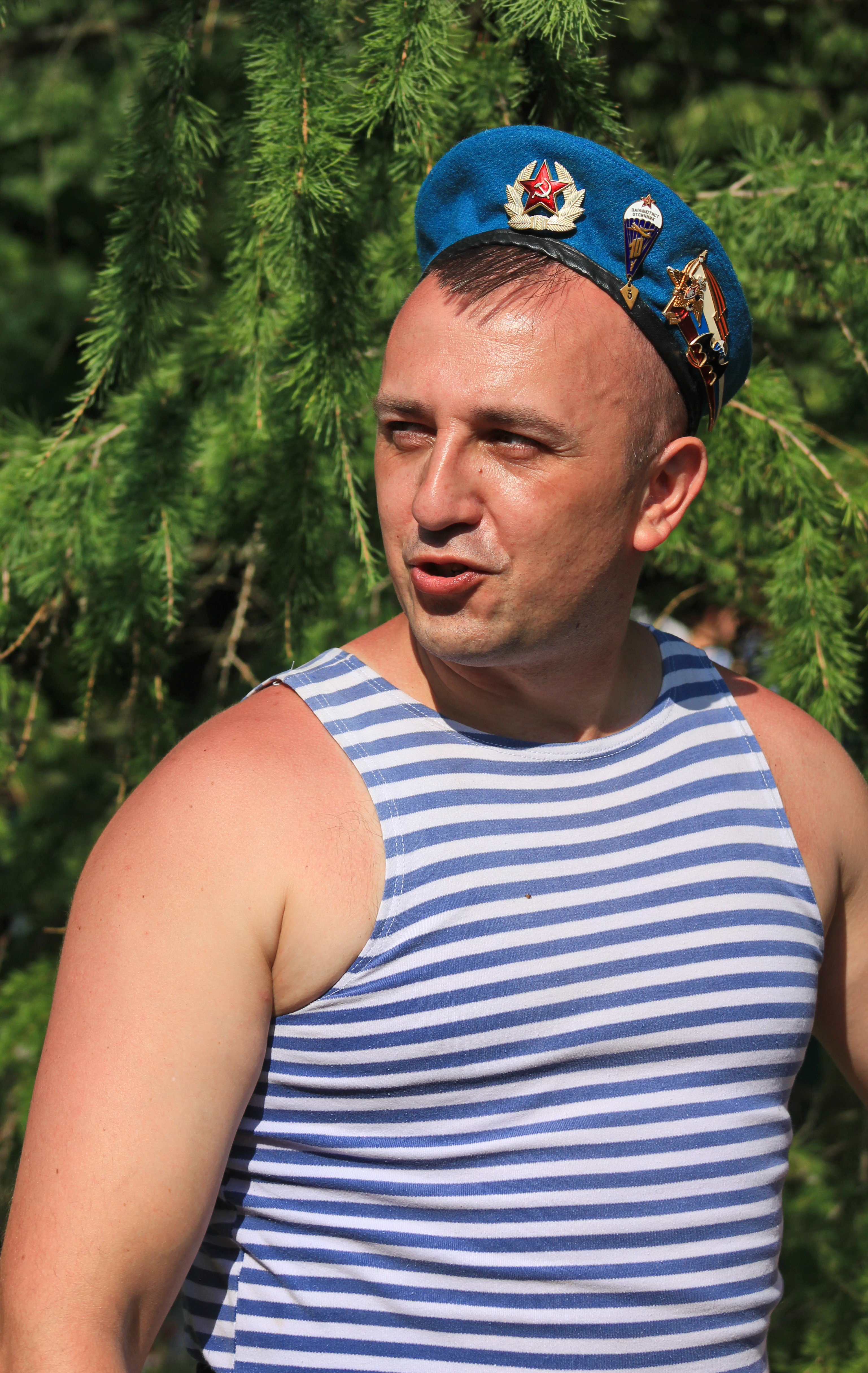
青と白のテルニャシュカを着用した、ロシア空挺軍兵士。

テルニャシュカ（ロシア語: Тельняшка）とは、軍服の一つで、帝政ロシアの時代からロシア兵がよく着用することで知られる。

## 歴史
テルニャシュカと同じボーダー柄のシャツは17世紀のフランスの漁師の間で着用されたシャツが起源とされる。
19世紀ごろになるとフランス海軍やオランダ海軍などで水に落ちた兵士を見つけやすくするために採用された。ロシア兵士がオランダで着用する兵士を見て、保温性、デザインなどに惹かれ次々購入するようになった。乗組員がみなこのシャツを着用しているのを見たコンスタンチン・ニコラエヴィチ大公がロシア皇帝に進言し、1874年にアレクサンドル2世によって正式に「テルニャシュカ」という名称で採用されるようになった。
日露戦争に敗れたロシアでは、テルニャシュカを着て復員する兵士らの影響により海軍の制服として広く定着した。ロシア革命では民衆側についた一部の水兵らが打倒王政に向けて動く姿を見て人々は英雄視した。
独ソ戦では地上戦がメインになったが、海軍兵士らが志願して陸戦で戦うようになり、この戦争でもテルニャシュカを着用して戦ったため国民から英雄視されるようになった。これらの活躍によりテルニャシュカはロシア軍のシンボルになった。この戦争において海軍歩兵の攻撃を受けたドイツ国防軍の兵士は海軍歩兵を「シマシマ模様の悪魔」と呼んだ。
現在では後述する軍事組織・準軍事組織のほか、一般的な服装としてロシア国内でも着用される。また「シベリア・アルコール・グループ」と呼ばれるロシアの企業は「テルニャシュカ」という名称のウォッカを販売しており、パッケージのラベルはテルニャシュカのデザインになっている。

## 種類
現在ロシアの軍隊組織ではストライプの色の違いによって6つに識別される。

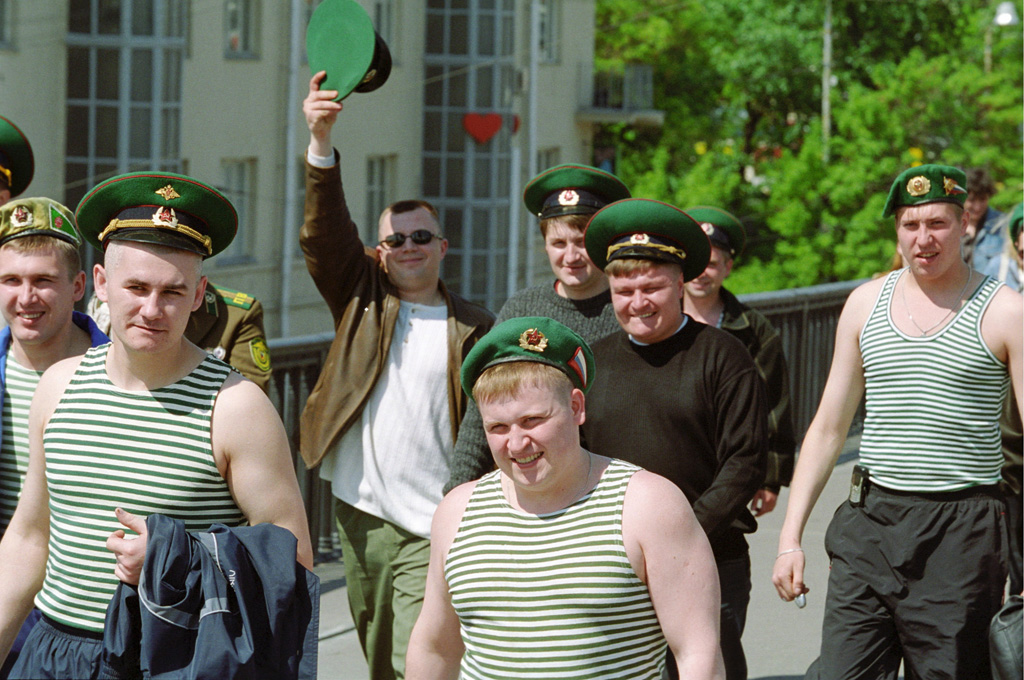
緑と白のテルニャシュカを着用した、ロシア国境軍兵士。

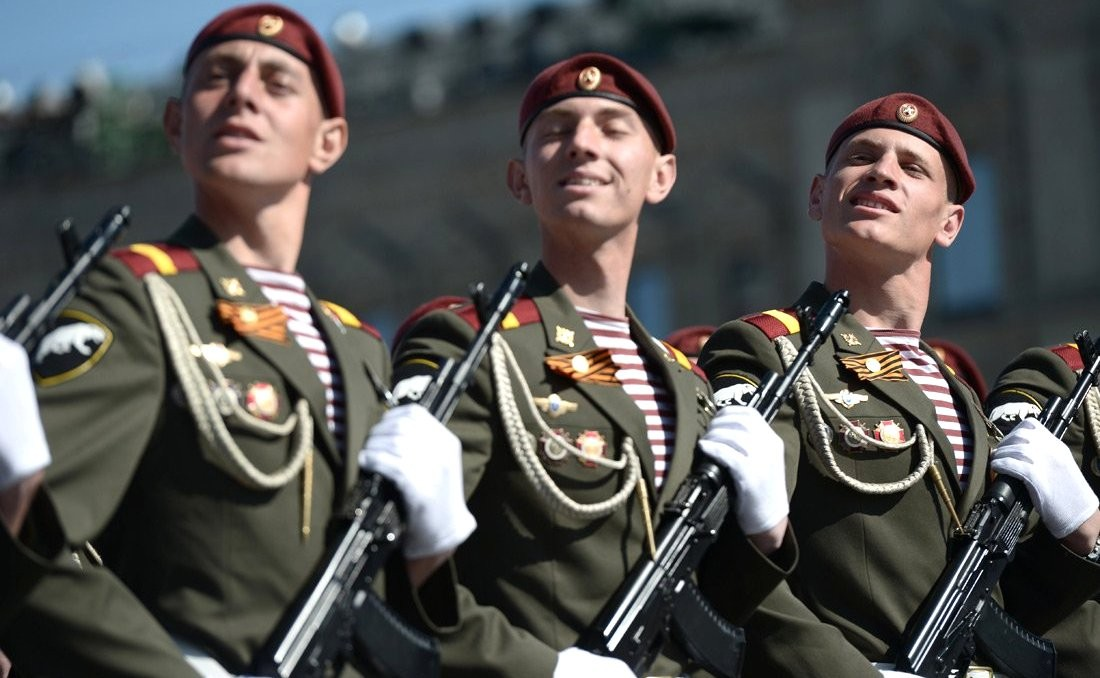
赤と白のテルニャシュカを着用した、ロシア国内軍独立作戦任務師団の兵士。

- ロシア空挺軍：ブルーのストライプ
- 海軍歩兵と潜水艦乗組員：白と黒
- 非常事態省：オレンジと白
- 国境軍：緑と白
- 連邦警護庁：栗色と白
- 国家親衛隊（旧・内務省国内軍）：赤と白

## 線の本数
テルニャシュカの線の本数はさまざまである。フランスの水兵にはナポレオンの勝利の数、21本線がある。イギリスとオランダの海軍は12本あり、人間の肋骨に由来する。ロシアではシャツのサイズにより異なる。サイズ46では33本、サイズ56では52本存在する。